# Хогг, Джон
Джон Джозеф Хогг (англ. John Joseph Hogg; род. 19 марта 1949, Брисбен, Квинсленд, Австралия) — австралийский политик, сенатор Сената Австралии с 1 июля 1996 по 30 июня 2014 года. Являлся 23-м Президентом Сената Австралии в период с 28 августа 2008 по 30 июня 2014 года.

## Биография
Родился в городе Брисбен в семье Френсиса Патрика и Кэтрин Френсис Хогг. Обучался в Колледже Святого Джозефа, позднее в Квинслендском университете который закончил со званием Бакалавра Наук. Позднее получил диплом учителя начального образования Педагогического колледжа Кедрон Парк, преподавал в начальной и средней школе. С 1976 по 1996 годы был секретарем и членом национального совета Ассоциации работников магазинов, сферы распределения и смежных профессий. В 1978 году женился на Сьюзан Мэри Линч с которой вырастил двух дочерей и сына.

## Политика
В 1976 году Хогг вступил в Лейбористскую партию и практически сразу стал её активным членом, он посетил партийную конференцию в штате Квинсленд в 1981 году и Национальную конференцию 1984 года. В 1982 становится членом административного комитета партии и членом Национального исполнительного совета АЛП. С 1991 по 1994 годы был председателем Комитета Национальной политики АЛП. Член правого крыло АЛП, решением территориального представительства возглавил список от Квинсленда, обойдя в тайном голосовании представителя левого крыла. Был избран и вступил в должность сенатора 1 июля 1996 года. В августе 2002 года был избран Вице-президентом Сената Австралии и Председателем Комитетов. После того как в 2007 году Лейбористская партия выиграла выборы, был назначен Президентом Сената Австралии.
12 августа 2012 года объявил о завершении своей политической карьеры по окончании своего срока. Участия в федеральных выборах 2013 года участия не принимал.

## Примечание
1. ↑  Find a Senate Member Senator John Hogg Архивная копия от 9 ноября 2016 на Wayback Machine (англ.)
2. ↑  Australian Senator John Joseph Hogg to pay visit to Myanmar Архивная копия от 4 марта 2016 на Wayback Machine (англ.)
3. ↑  The Australian Family Association — Senator John Hogg bio Архивная копия от 9 ноября 2016 на Wayback Machine (англ.)
4. ↑  — Biography for HOGG, the Hon. John Joseph Архивная копия от 6 марта 2014 на Wayback Machine (англ.)
5. ↑  Queensland ALP factions duel over affirmative action Архивная копия от 23 октября 2015 на Wayback Machine (англ.)